# Cayo Suroeste (Islas Spratly)
El Cayo Suroeste o el Cayo Southwest (en chino: 南子岛; en tagalo: Pugad; en vietnamita: Đảo Song Tử Tây) es un islote en el extremo noroeste de las Islas Spratly en el Mar de China Meridional. Es parte del atolón North Danger, a sólo 1,75 millas al suroeste del Cayo Noreste. Con una superficie de 12 hectáreas, es la sexta más grande de las islas Spratly , y la segunda más grande de las Islas Spratly ocupadas por Vietnam. El Cayo Suroeste tiene el punto más alto del archipiélago , a 4 metros sobre el nivel del mar. Fue una vez un lugar de cría para las aves, y estaba cubierto de árboles y guano; incluso la exportación de guano se produjo "en una escala considerable".
La isla también es reclamada por China (República Popular China), Taiwán (República de China) , y Filipinas.